# Bitxac de l'Índia
El bitxac de l'Índia (Copsychus fulicatus syn: Saxicoloides fulicatus) és una espècie d'ocell de la família dels muscicàpids (Muscicapidae). Està molt estès al subcontinent indi i la seva distribució atansa els següents països: Bangladesh, Bhutan, l'Índia, el Nepal, Pakistan i Sri Lanka. El seu estat de conservació es considera de risc mínim.

## Taxonomia
El bitxac de l'Índia antigament se'l classificava en el gènere monotípic Saxicoloides. Es va traslladar a Copsychus a partir dels resultats d'estudis filogenètics moleculars d'ocells de la família dels muscicàpids (Muscicapidae).